# I конная когорта альпийцев
I конная когорта альпийцев (лат. Cohors I Alpinorum equitata) — вспомогательное подразделение армии Древнего Рима, относящееся к типу cohors quinquagenaria equitata.
Альпийцами называли несколько кельтоговорящих горных народов, населявших Альпы между Италией и Галлией. Когорта была, вероятно, сформирована в числе 4-6 альпийских подразделений, набранных после окончательного присоединения западных альпийских регионов императором Октавианом Августом в 15 году до н. э..
Первоначально когорта дислоцировалась в Иллирии, где она упоминается в 60 году. Не позднее 80 года, она была отправлена в Паннонию. После разделения Паннонии на две провинции около 107 года, когорта отошла Нижней Паннонии. Имеются сведения, что местом дислокации когорты был выбран лагерь Интерциза, где это подразделение отвечало за безопасность на дороге, соединяющей Интерцизу с Дакией. Однако во время германо-сарматской войны примерно между 169 и 171 годами этот лагерь был уничтожен, а его гарнизон — разогнан.
Когорта всё ещё пребывала в этой провинции в 215 году в соответствии с последней датируемой надписью. Существовало три кратких перерыва в пребывании когорты в Паннонии. В 60-70 годах она находилась в Аквитании (Экскизум, Вильнёв-сюр-Ло), что следует из недавних находок военной экипировки, подтверждающих данные надгробных надписей. В 85-110 годах, а, возможно, и меньше, когорта находилась в Британии. В 144 году подразделение дислоцировалась в Верхней Дакии, где оставалась не более 5 лет. Упоминающие когорту надписи были найдены в следующих римских крепостей (в вероятном порядке занятия): Карнунт; Цаломбатта; Экскизум; Апулум (Дакия); Мурса (около 215 года); Дунакомлод.
До нашего времени дошли имена семи префектов (командиров) I конной когорты альпийцев, но о происхождении ни одного из них точно неизвестно. Один возвел согласно обету алтарь в Тубурбоне Большем (в Тунисе), а другой в Кесарии, поэтому эти города могут их родными. Известны имена четверых центурионов, одного декуриона, одного опциона и буцинатора. Кроме того, сохранились имена 3 пехотинцев и одного всадника. Только у последнего из всех известных солдат когорты установлено происхождение: он был из паннонского племени эрависков.